# Wild Animal Initiative
Wild Animal Initiative (WAI, por sus siglas en inglés) es una organización sin ánimo de lucro centrada en apoyar y producir investigación académica sobre la mejora del bienestar de los animales salvajes. Es una de las organizaciones benéficas recomendadas por Animal Charity Evaluators (ACE, por sus siglas en inglés). 

## Historia
WAI se fundó en 2019, como fusión de las organizaciones Utility Farm (fundada en 2016 por Abraham Rowe) y Wild-Animal Suffering Research (fundada en 2017 por Persis Eskander). Su misión declarada es «comprender y mejorar la vida de los animales salvajes», estudiando las causas naturales del dolor y la muerte de los animales, como los desastres naturales, las enfermedades y el hambre.
Abraham Rowe fue el director ejecutivo de la WAI hasta 2019, tras lo cual Mal Graham se convirtió en el líder de la organización. En 2022, Graham asumió el cargo de Director de Estrategia, y Cameron Meyer Shorb se convirtió en el presidente.
En 2021, WAI recibió una subvención de 3,5 millones de dólares de Open Philanthropy para apoyar la investigación sobre el bienestar de los animales salvajes.Ese mismo año, WAI puso en marcha un fondo de investigación para la investigación de alto impacto sobre el bienestar de los animales salvajes, con la intención de «distribuir más de 3 millones de dólares a proyectos de investigación académica diseñados para comprender y mejorar la vida de los animales salvajes». WAI recibió otra subvención de 6 millones de dólares de Open Philanthropy en 2023.

## Recepción
Animal Charity Evaluators, que califica el costo-efectividad de los proyectos que trabajan en la mejora del bienestar animal, calificó a WAI como «organización benéfica de primera» en 2020, lo que significa que, en su opinión, donar a WAI era una de las formas más eficaces de ayudar a los animales. WAI es el único grupo que no trabaja en el bienestar de los animales de granja que ha recibido esa calificación. WAI mantuvo su estatus de «mejor organización benéfica» en 2021 y 2022. En 2023, después de que ACE dejara de clasificar a sus organizaciones benéficas como «principales» y «destacadas», la organización la categorizó como organización benéfica «recomendada».